# かわさきマイコンシティ
川崎市マイコンシティは、神奈川県川崎市麻生区の工業団地。小田急線黒川駅近くにあり、川崎市により情報、電子産業の研究開発拠点と共に、京浜工業地帯全体の発展をめざし、ハイテク企業の積極的誘致と研究開発機能集積が行われている産業クラスターである。通称はマイコンシティ。

## 概要
川崎市は多摩川沿いに富士通本社をはじめとして、多くの情報産業、電子産業等の拠点が立地しているが、臨海部の古くからある工業地帯はかつての京浜工業地帯における圧倒的な地位を失いつつある。このため、マイコンシティや多摩川沿いに情報産業、電子産業、各企業支援施設等を接続しネットワーク化することにより、臨海工業地域の再生にも好影響が期待されており、マイコンシティはその産官学連携のネットワークにおいて、創造発信機能を中心とする、世界に通用する産業クラスターへと進化することを目指している。地区は研究開発地区と関連施設地区に分けられている。

## 沿革
- 1979年度 - 黒川第一土地区画整理組合による土地区画整理事業で換地処分が行われる
- 1985年度 - マイコンシティ地区計画策定
- 1987年度 - マイコンシティ(南黒川地区)の事業着手
- 1987年度 - 栗木第二土地区画整理組合による土地区画整理事業の条例環境アセスメント実施
- 1995年度 - マイコンシティ（栗木地区）誘致事業開始
- 2004年度 - 事業方法を分譲方式から借地方式に変更する

## 進出企業

### 栗木地区
- アイ電子
- アサイマーキングシステム
- 営電
- エーイーティー
- 日本エー・エス・エム
- 荏原実業
- JCU (化学メーカー)
- 多摩電子工業株式会社
- 大村精機
- 岡部工具製作所
- オスモ
- オプトランス
- キヤノンアネルバ
- 神津精機
- 光和電機
- コーデック
- 三興製作所
- サン電子
- シグマ
- ジローレストランシステム
- 第一ダイヤ
- ティーエム加工
- テクノファイン
- テクノローグ
- テュフズードオータマ
- 東信電気
- ニチロ
- 日放電子
- ブールミッシュ
- ホープ
- 武蔵エンジニアリング
- 豊合成樹脂
- リョーサン
- ワイ・デー・ケー

### 南黒川地区
- アイペックステクノロジー
- コア
- 菅原研究所
- セントラル情報センター
- ソフィアシステムズ
- ナカヤマガラス造形研究所
- 日興通信
- 日放電子
- ハリウッド
- ピーエムエフ
- 松原工業株式会社

## アクセス
- 小田急多摩線黒川駅より徒歩10分　または、無料の循環バスにて5分程度
- 東名高速道路 東名川崎ICから11km、横浜青葉ICから12km
- 中央自動車道 国立府中ICから12km、調布ICから10km

### 循環バス
朝7～9時台、夜17～20時台に、黒川駅・マイコンシティ間にて
南観光交通 多摩営業所による循環バスが運行している。
かつては、小田急バスにて運行されていた。
停留所
- 黒川駅前
- 2番バス停 - テクノファイン 付近
- 3番バス停 - 多摩電子工業 付近
- 4番バス停 - ライトボーイ 付近
- 5番バス停 - アイ電子 付近

1番バス停はない。なお、黒川駅前には、バス停は立っていない。
時刻表 2012年6月11日改正
| 黒川駅発    | 時 | マイコンシティ発 |
| ----------- | -- | ---------------- |
| 35 52       | 7  | 40 57            |
| 07 20 35 50 | 8  | 12 25 40 55      |
| 10          | 9  | 15               |
| 33 49       | 17 | 38 54            |
| 05 20 40 55 | 18 | 10 25 45         |
| 10 25 45    | 19 | 00 15 30 50      |
| 00 15       | 20 | 05 20            |